# پاتریک مک‌انرو
 پاتریک مک‌انرو (انگلیسی: Patrick McEnroe؛ زاده ۱ ژوئیهٔ ۱۹۶۶) یک تنیس‌باز اهل ایالات متحده آمریکا است.